# Bedford (Pennsylvania)
Bedford település az Amerikai Egyesült Államok Pennsylvania államában, Bedford megyében, melynek megyeszékhelye is. Lakosainak száma 2865 fő (2020. április 1.).

## Népesség
A település népességének változása:

| 2010 | 2 841 |
| 2020 | 2 865 |